# Оганов, Сергей Мамбреевич
Сергей Андреевич Оганов (Оганян) (1921—1941) — участник Великой Отечественной войны, Герой Советского Союза, командир артиллерийской батареи 606-го стрелкового полка 317-й стрелковой дивизии 56-й армии Южного фронта, лейтенант.

## Биография
Родился 23 февраля 1921 года в городе Тифлисе (ныне Тбилиси) в семье рабочего. Армянин. Окончил 9 классов средней школы. Член ВЛКСМ. Ещё учась в 9-м классе, Сергей подал заявление в Тбилисское горно-артиллерийское училище.
В РККА с 1939 года. В 1941 году окончил Тбилисское артиллерийское училище. Участник Великой Отечественной войны с июля 1941 года. Воевал на Южном фронте. Участвовал в боях на Днепре в районе города Херсон, в обороне Мелитополя, Мариуполя и Ростова-на-Дону.
Командир батареи 606-го стрелкового полка лейтенант Сергей Оганов, управляя огнём батареи на небольшом кургане Бербер-Оба у села Большие Салы (Мясниковский район Ростовской области), 17—18 ноября 1941 года отбил 3 контратаки танков и пехоты противника, уничтожив за 2 дня боёв 22 фашистских танка. Все воины батареи во главе с командиром погибли, но не пропустили врага.
Похоронен в братской могиле на кургане Бербер-Оба. После войны братскую могилу перенесли в центр села Большие Салы.

### Подвиг
Будучи командиром батареи, Сергей Оганов геройски сражался в оборонительных боях под Ростовом-на-Дону осенью 1941 года. В составе батареи было только четыре орудия. Личного состава — менее трети штатного состава. Командир Сергей Оганов был не только командиром, но и наводчиком, и подносчиком снарядов, и заряжающим. За считанные минуты он поджег три вражеские машины. Однако был смертельно ранен осколком снаряда.
Командование батареей принял лейтенант В. И. Пузырев. К одному из орудий стал младший политрук С. Вавилов. Расстреляв весь запас снарядов, он тоже погиб.
Три яростные атаки врага были отбиты отважными артиллеристами. Подбито 22 вражеских танка. Бойцы батареи героически погибли, но выполнили боевой приказ командования. Ни один вражеский танк не прошёл через занимаемый ими рубеж обороны.
Указом Президиума Верховного Совета СССР «О присвоении звания Героя Советского Союза начальствующему и рядовому составу Красной Армии» от 22 февраля 1943 года за «образцовое выполнение боевых заданий командования на фронте борьбы с немецкими захватчиками и проявленными при этом отвагу и геройство» удостоен звания Героя Советского Союза (посмертно).
Этим же Указом звание Героя Советского Союза присвоено младшему политруку Сергею Вавилову (посмертно).

## Память
- Приказом Министра обороны СССР С. М. Оганов навечно зачислен в списки батареи Тбилисского высшего артиллерийского командного училища имени 26 Бакинских комиссаров.
- Приказом Министра обороны СССР С. М. Оганов навечно зачислен в списки личного состава 160 гвардейского танкового полка, дислоцированного в ЗабВО.
- В 1972 году на кургане, где совершили свой подвиг артиллеристы (и названным народом «Артиллерийский курган»), был установлен памятник (автор памятника — архитектор Э. Калайджан).
- В 1983 году памятник, посвящённый артиллеристам батареи — командиру С. Оганову и политруку С. Вавилову, был установлен и в Ростове-на-Дону на пересечении Таганрогского проспекта и улицы Оганова (архитектор — С. Хасабов, скульпторы — П. Кочетков и Э. Кочеткова).
- Отдельный памятник «Огановцам» установлен в самих Больших Салах.
- Именем Героя названы улицы в городе Ростов-на-Дону и в селе Большие Салы.
- О Сергее Оганове поэт Людвиг Дурян написал поэму «Он спускался с Солнца»[4]